# Arthur Hailey
Arthur Hailey (Luton (Bedfordshire, Engeland), 5 april 1920 - Lyford Cay (eiland New Providence, Bahama's), 24 november 2004) was een Brits-Canadees schrijver. Hij is bekend geworden van zijn boeken Airport en Hotel, die later verfilmd werden. Zijn boeken werden in meer dan  40 landen uitgebracht en wereldwijd werden er meer dan 170 miljoen exemplaren verkocht.
Arthur Hailey werd geboren in Luton (Groot-Brittannië), waar hij naar school ging en later een kantoorbaantje kreeg. Op negentienjarige leeftijd begon hij bij de RAF, waar hij tijdens de Tweede Wereldoorlog opklom tot piloot en Flight Lieutenant. Na de oorlog emigreerde hij in 1947 naar Canada, waar hij achtereenvolgens makelaar, verkoper, redacteur van een zakentijdschrift en uiteindelijk verkoop- en advertentiemanager werd. Hij ging wonen in Toronto. Daar begon hij zijn carrière als schrijver en werd in 1956 ineens bekend door zijn televisiedrama "Flight into Danger" (ook genaamd "Runway Zero-Eight") dat later ook als roman werd uitgegeven en verfilmd is. In 1959 verscheen zijn eerste boek The Final Diagnosis. Toen de inkomensbelasting (die in Canada kan oplopen tot 90%) hem te hoog werd, verhuisde hij naar de Bahama's.
Het boek Airport, dat Hailey in 1968 schreef, werd later verfilmd met Dean Martin en Burt Lancaster in de hoofdrollen. Zijn boeken beslaan vaak een beschrijving van een bedrijfstak waarbinnen zich het verhaal afspeelt. Andere boeken zijn "Overload" (elektriciteitsbedrijf), "The Evening News" (krant), "Wheels" (auto-industrie), "In High Places" (politiek), "The Money Changers" (bank), "Strong Medicine" (farmaceutische industrie) en "Detective".
Arthur Hailey overleed thuis in zijn slaap, vermoedelijk aan een beroerte.
- Biblioteca Nacional de España: XX1721376
- Bibliothèque nationale de France: cb119067007 (data)
- CiNii: DA00876541
- Gemeinsame Normdatei: 118544942
- International Standard Name Identifier: 0000 0001 2321 0084
- Library of Congress Control Number: n50019699
- Nationale Bibliotheek van Letland: 000007726
- Bibliotheek van het Japanse parlement: 00442161
- Nationale Bibliotheek van Tsjechië: jn19990003074
- Nationale Bibliotheek van Israël: 987007262368705171
- Nationale Bibliotheek van Polen: a0000001152896
- Nederlandse Thesaurus van Auteursnamen: 06909523X
- LIBRIS: 277552
- SNAC: w6k07pbh
- Système universitaire de documentation: 026912287
- Trove: 1238157
- Virtual International Authority File: 71392045
- WorldCat: E39PBJpV9r9Xd9FGk4y6mQbPQq